# Соловьёв, Станислав Николаевич
Станислав Николаевич Соловьёв (30 июня 1928, Новосибирск — 25 мая 2018) — профессор, действительный член Академии наук судостроения Украины, заведующий кафедрой технологии судового машиностроения НУК, писатель

.

## Биография
Родился 30 июня 1928 в Новосибирске. Вырос в Хвалынске.
В 1947 году после окончания школы поступил в Одесский институт инженеров морского флота.
В 1952 году после окончания института попал по распределению на завод имени Марти в должности группового механика.
В 1953 году поступил в Киевский государственный университет на специальность «журналистика». Вернувшись в Николаев, узнал, что его повысили в должности до заместителя начальника цеха. Позже его избрали комсоргом завода.
Летом 1955 года был избран 2-м секретарём Николаевского обкома комсомола. Позже, по состоянию здоровья, перешёл на более спокойную работу старшего инженера центрального НИИ судостроения.
В 1960 году поступил в аспирантуру Николаевского кораблестроительного института. В 1965 году окончил диссертационную работу, которую защитил в 1967 году в Киевском политехническом институте.
В 1968 году был назначен заведующим кафедрой технологии судового машиностроения (ТСМ), которой руководил до 2009 года.
В 1969 году был назначен проректором НКИ по научной работе.
В 1980 году получил учёное звание профессора, награждён орденом «Знак Почёта», орденом Трудового Красного Знамени, медалями, Почётной грамотой Совета Министров Украины.